# Álex Grijelmo
Álex Grijelmo Garcia, en espagnol : Alejandro «Álex» Grijelmo García, est un journaliste et patron de presse espagnol, qui a dirigé l'Agence de presse EFE .

## Biographie
Alex Grijelmo Garcia, en espagnol : Alejandro «Álex» Grijelmo García, a pris ses fonctions en 2004 comme président de l'agence de presse publique espagnole EFE, après avoir été élu par le conseil d'administration en remplacement de Miguel Ángel Gozalo, discrédité par une polémique sur la couverture par EFE des suites des Attentats du 11 mars 2004 à Madrid.
Il avait été auparavant directeur général des contenus de Prisa internacional, division du groupe de médias Prisa, de 2002 à 2004, après avoir été journaliste à l'agence Europa Press et au journal El Pais.
En 2010, alors que l'agence EFE affiche une perte de 1,6 million d'euros depuis l'année précédente, il a été contraint de mettre en place un plan d'économies, avec plusieurs dizaines de suppressions d'emploi.
Ce résultat négatif est dû principalement à une baisse de 3,6 millions d'euros de ses revenus (environ 100 millions en 2008) selon, Alex Grijelmo, Álex en espagnol, qui avait averti de la crise persistante dans les médias et d'une baisse de 2,5 M d'euros des services payés par l'État (40 % des revenus d'EFE).
Alex Grijelmo, Álex en espagnol, qui a mis en place un plan d'économies, a averti que 2010 serait à nouveau difficile, en raison de la crise persistante dans les médias et d'une baisse de 2,5 M d'euros des services payés par l'État (40 % des revenus d'EFE).
Auteur de plusieurs livres sur la langue espagnole, Alex Grijelmo, Álex en espagnol, est aussi professeur de journalisme et lauréat 1999 du Prix national de journalisme « Miguel Delibes ».